# Rudolf Sendtner
Rudolf Sendtner (* 13. September 1853 in München; † 16. September 1933 in Füssen) war ein deutscher Alpinist, Lebensmittelchemiker, königlicher Professor und II. Direktor an der königlichen Untersuchungsanstalt für Nahrungs- und Genussmittel zu München. Er machte sich vorwiegend im Bereich Trinkwasserhygiene verdient.

## Leben
Rudolf Sendtner war eines von vier Kindern aus der ersten Ehe Theodor von Sendtners mit der Großhändlers- und Magistratrathstochter Clothilde Negrioli. Sein Halbbruder war der Mediziner Ignaz Sendtner aus der zweiten Ehe des Vaters.
Er studierte an der philosophischen Fakultät der Universität Erlangen und wurde dort mit seiner Dissertation zum Thema Ueber einige Verbindungen des Urans am 6. April 1877 zum Dr. phil. promoviert. 1879 forschte er mit Casimir Wurster in München.
Es folgte ein postgraduales Studium der Chemie bei Max von Pettenkofer an der Ludwig-Maximilians-Universität München im Wintersemester 1881/82.
Von 1890 bis zu ihrem Tod am 14. Juni 1891 war Rudolf Sendtner mit Therese Geisreiter verheiratet. Am 31. Oktober 1900 ehelichte er die Konzertsängerin Elisabeth Schmidt. Beide Ehen blieben jedoch kinderlos.

### Alpinismus
Animiert durch den Vater, der seine Söhne gern mit auf Bergtouren nahm, war auch Rudolf Sendtner begeisterter Bergsteiger. Für die Zeitschrift des Deutschen und Österreichischen Alpenvereins illustrierte er 1881 in einem Bericht über seine 1879 durchgeführte Tour in den Tiroler Tannheimer Bergen die damals noch recht unbekannte Gimpel-Kölle-Gruppe. Durch die 1869 von Hermann von Barth und Sendtners 1879 und 1884 durchgeführten Besteigungen, insbesondere durch Sendtners Beschreibung, wurde die Köllenspitze bekannter.

### Freie Vereinigung bayerischer Vertreter der angewandten Chemie
Sendtner war im Frühjahr 1883 Gründungsmitglied der Freien Vereinigung bayerischer Vertreter der angewandten Chemie, die im August 1902 in die neu gegründete Freie Vereinigung Deutscher Nahrungsmittelchemiker umgewandelt wurde, die 1912 in Verein Deutscher Nahrungsmittelchemiker umbenannt wurde.
Er bewirkte unter anderem, dass die Vereinigung 1884 die Reichert-Meissl’sche Untersuchungsmethode zur Erkennung fremder Fettzusätze zum Butterfett anerkannte. Adolf Beythien nannte ihn 1927 anlässlich des 25-jährigen Bestehens des Vereins Deutscher Nahrungsmittelchemiker neben Max von Pettenkofer, Albert Hilger, Rudolf Emmerich, Anton Halenke und Franz von Soxhlet unter den „wohlbekannten Namen“ der Vereinigung.

### Königliche Untersuchungsanstalt für Nahrungs- und Genussmittel
In besonderem Maße war Sendtner aber im Bereich der Trinkwasserhygiene engagiert. Bereits von 1880 bis 1883 untersuchte er die Wasserqualität von Brunnen in München und im Vergleich dazu auch in Dillingen an der Donau. Ab dem Sommersemester 1883 war Sendtner dann II: Assistent der Untersuchungsstelle am Hygienischen Institut von Pettenkofer in der Findlingsstraße 34; I. Assistent der Untersuchungsstelle war zu jener Zeit Rudolf Emmerich. Zum Sommersemester 1887 wurde Sendtner dann I. Assistent der Untersuchungsstelle.
Zum Wintersemester 1891/92 wurde das Hygienische Institut umbenannt in Königliche Untersuchungsanstalt für Nahrungs- und Genussmittel.
Ab 1889 arbeitete er in München als I. Assistent an der königlichen Untersuchungsanstalt für Nahrungs- und Genussmittel zu München. Im Herbst 1892 zum kgl. Inspektor befördert, leitete Sendtner die Untersuchung des Wassers von 1079 Pumpbrunnen in München. In seinem Abschlussbericht 1894 stellte er hierbei fest: „Man wird daher auf Grund der Ergebnisse der chemischen Analysen der Brunnen dieser Stadttheile noch nicht behaupten können, dass thatsächlich im Laufe der letzten 30 Jahre eine wesentliche Reinigung des Bodens der inneren Stadt erfolgt ist.“ Nach seinen Analysen war auch der Salpetersäuregehalt dieser Brunnenwässer 1893 viel höher als im Jahre 1892.
Ab 1893 gab er zusammen mit Rudolf Emmerich, Albert Hilger und Ludwig Pfeiffer die Forschungs-Berichte über Lebensmittel und ihre Beziehungen zur Hygiene, über forense Chemie und Pharmakognosie heraus.
Zum Wintersemester 1894/95 übernahm Albert Hilger die Leitung der Untersuchungsanstalt. 1898 wurde Sendtner zum kgl. Oberinspektor befördert. Aus dem Tageblatt einer Versammlung der Gesellschaft Deutscher Naturforscher und Ärzte im Jahr 1899 geht hervor, dass er zum Thema Nahrungsmittelchemie einführte. 1902 unterzeichnete er die Vereinbarungen zur einheitlichen Untersuchung und Beurtheilung von Nahrungs- und Genussmitteln sowie Gebrauchsgegenständen für das Deutsche Reich mit.
Für seine Verdienste wurde er 1903 mit dem Berufstitel kgl. Professor ausgezeichnet.
Nach dem Sommer 1905 übernahm der Universitätsprofessor und spätere kaiserliche Geheime Regierungsgeheimrat Theodor Paul die Leitung über die Untersuchungsanstalt.
Unter seiner Leitung wurden die Stellen 1906 neu ausgewiesen: Paul wurde I. Direktor und Oberleiter der Untersuchungsanstalt, Sendtner II. Direktor und Leiter und Pauls Stellvertreter.
In dieser Funktion gehörte Sendter auch der 1909 ins Leben gerufenen Kommission an, die sich mit dem Verfassen der Schrift zum 100-jährigen Bestehen des Polytechnischen Vereins für das Königreich Bayern im Jahr 1915 beschäftigte.
Zum Jahresanfang 1916 trat er in den Ruhestand über. Zum Abschied aus dem Berufsleben wurde Sendtner Ritter III. Klasse des Verdienstorden vom Heiligen Michael, der ihm 1909 bereits in IV. Klasse verliehen worden war.
1919 verlegte Rudolf Sendtner seinen Wohnsitz von München nach Füssen. Seine drei unverheirateten Geschwister Klothilde, Albrecht und Theolinde folgten ihm ein Jahr darauf.

## Publikationen (Auswahl)
- Kritik der neueren auf dem Reichert-Meissl’schen Verfahren basierenden Butteruntersuchungsmethoden. In: Archiv für Hygiene, Band 8, Verlag R. Oldenbourg, 1888, S. 424–444.
- Das Thannheimer Gebirge. Mit einem Lichtdruck (Tafel 15) und 5 Ansichten. In: Zeitschrift des Deutschen und Österreichischen Alpenvereins Band 12, Deutscher und Österreichischer Alpenverein, 1881, S. 362 ff.
- Die Kontrolle der Nahrungs- und Genussmittel in Bayern. In: Bayerisches Industrie- & Gewerbeblatt, NF 20, S. 385–389, 395–400, 407–411, 419–424.
- Zur Kontrolle der Lebensmittel und Gebrauchsgegenstände. Archiv für Hygiene, Nr. 17, 1893, S. 429.
- Das Grundwasser in den einzelnen Stadttheilen Münchens. Als Beitrag zur hygienischen Beurtheilung des Untergrundes der Stadt nach den chemischen Analysen der k. Untersuchungsanstalt zu München. Verlag Rieger, München 1894.
- ab 1894 zusammen mit Emmerich, Hilger und Pfeiffer: Forschungsberichte über Lebensmittel und ihre Beziehungen zur Hygiene, über forense Chemie und Pharmakognosie, Verlag E. Wolff, München
- mit Friedrich Loeffler, Gustav Oesten: Wasserversorgung, Wasseruntersuchung und Wasserbeurteilung. In: Weyls Handbuch der Hygiene. Band 1. Abteilung II, Jena 1896.
- Geheimmittel zur Verbesserung des Kaffees beim Rösten (Tannin). 16. Jahresversammlung der freien Vereinigung bayerischer Vertreter der angewandten Chemie 1897, Jahresbericht der Pharmacie, Nr. 32, 1897, S. 760.
- mit Adolf Juckenack: Ueber das Färben und die Zusammensetzung der Rohwurstwaren des Handels mit Berücksichtigung der Färbung des Hackfleisches. In: Zeitschrift für Untersuchung der Nahrung und Genussmittel. Nr. 2, 1899, S. 177 ff.
- Ueber die Bedeutung der ambulanten Thätigkeit bei der Ausübung der Lebensmittelkontrolle. In: Zeitschrift für Untersuchung der Nahrung und Genussmittel. Nr. 4, 1901, S. 1106 ff.
- Die Untersuchung der Teigwaren des Handels. In: Zeitschrift für Untersuchung der Nahrung und Genussmittel. Nr. 5, 1902, S. 100–1018.